# Клячіна Оксана Миколаївна
Окса́на Микола́ївна Кля́чіна (нар. 11 вересня 1997) — українська трекова велосипедистка.

## З життєпису
Виступає у складі жіночої команди «UCI Lviv Cycling Team» та представляє Україну на міжнародних змаганнях.
Представляла команду Київської області Брала участь в змаганнях чемпіонату Європи з легкої атлетики 2015 року та чемпіонату Європи з легкої атлетики-2016 — командне переслідування.
Учасниця Чемпіонату світу з трекових велоперегонів-2017 та Чемпіонату світу з трекових велоперегонів-2018 (Апелдорн)
У 2018 році з Ганною Нагірною, Юлією Бірюковою та Ксенією Федотовою виграла національний чемпіонат у гонці-переслідуванні.
На Європейських іграх 2019 Ганна Нагірна, Ганна Соловей, Оксана Клячіна і Юлія Бірюкова пройшли етап кваліфікації командної гонки-переслідування.